# Neuvième circonscription de Paris de 1988 à 2012
Pour les articles homonymes, voir Neuvième circonscription de Paris de 1958 à 1986 et Neuvième circonscription de Paris depuis 2012.
La neuvième circonscription de Paris est l'une des 21 circonscriptions électorales françaises que compte le département de Paris (75) situé en région Île-de-France. D'après les chiffres de l'Institut National de la Statistique et des Études Économiques (INSEE) de 1999, la population de cette circonscription est estimée à 102 209 habitants.

## Délimitation de la circonscription
Entre 1988, année des premières élections après le rétablissement du scrutin uninominal majoritaire par circonscription, et le redécoupage des circonscriptions réalisé en 2010, la circonscription recouvre deux quartiers du 13e arrondissement : Salpêtrière, Gare ainsi qu'une partie du quartier de la Maison-Blanche (à l'est de l'avenue d'Italie et de l'avenue de la Porte-d'Italie). 
Cette délimitation s'applique donc aux IXe, Xe, XIe, XIIe et XIIIe législatures de la Cinquième République française.
Cette neuvième circonscription de Paris correspond à l'adjonction de la totalité de la treizième circonscription et d'une partie  de la quatorzième circonscription de la période 1958-1986.

## Députés

### Élection du 16 mars 1986 au scrutin proportionnel
En 1985, le président de la république François Mitterrand changea le mode de scrutin des députés en rétablissant le scrutin proportionnel. Le nombre de députés du département de Paris fut ramené de 31 à 21.
| Législature | Début de mandat | Fin de mandat | Député élu  |  | Parti politique | Observations                                                       |
| ----------- | --------------- | ------------- | ----------- |  | --------------- | ------------------------------------------------------------------ |
| VIIIe       | 2 avril 1986    | 14 mai 1988   | Paul Quilès |  | PS              | mandat écourté à la suite d'une dissolution de François Mitterrand |

### Élections depuis 1988
Après les élections du 16 mars 1986, le nouveau premier ministre Jacques Chirac rétablissait le scrutin majoritaire à deux tours. Le nombre de députés était maintenu à 21 et les circonscriptions électorales antérieures étaient donc ramenées de 31 à 21. À l'ancienne treizième circonscription fut rattachée une partie de l'ancienne quatorzième circonscription pour former la nouvelle neuvième circonscription.
| Législature | Début de mandat | Fin de mandat    | Député élu         |  | Parti politique | Observations                                                                                 |
| ----------- | --------------- | ---------------- | ------------------ |  | --------------- | -------------------------------------------------------------------------------------------- |
| IXe         | 23 juin 1988    | 28 juillet 1988  | Paul Quilès        |  | PS              | nommé au gouvernement                                                                        |
| IXe         | 29 juillet 1988 | 16 décembre 1992 | Jean-Marie Le Guen |  | PS              | suppléant de Paul Quilès ; démissionnaire                                                    |
| Xe          | 2 avril 1993    | 18 juin 1995     | Anne-Marie Couderc |  | RPR             | nommée au gouvernement                                                                       |
| Xe          | 19 juin 1995    | 21 avril 1997    | Patrick Trémège    |  | UDF-PSD         | suppléant d'Anne-Marie Couderc Mandat écourté à la suite d'une dissolution de Jacques Chirac |
| XIe         | 12 juin 1997    | 18 juin 2002     | Jean-Marie Le Guen |  | PS              |                                                                                              |
| XIIe        | 19 juin 2002    | 25 juin 2007     | Jean-Marie Le Guen |  | PS              |                                                                                              |
| XIIIe       | 26 juin 2007    | 19 juin 2012     | Jean-Marie Le Guen |  | PS              |                                                                                              |

## Évolution de la circonscription
En 2012, cette circonscription est devenue la nouvelle neuvième circonscription, en cédant à la dixième la partie du quartier de la Maison-Blanche qu'elle englobait et en se rattachant le quartier de Croulebarbe.

## Résultats électoraux

### Élections législatives de 1988
| Candidat       | Candidat                  | Parti          | Premier tour | Premier tour | Second tour | Second tour |  |
| Candidat       | Candidat                  | Parti          | Voix         | %            | Voix        | %           |  |
| -------------- | ------------------------- | -------------- | ------------ | ------------ | ----------- | ----------- |  |
|                | Paul Quilès sortant réélu | PS             | 14 667       | 44,31        | 19 557      | 55,48       |  |
|                | Anne-Marie Couderc        | RPR (URC)      | 12 232       | 36,95        | 15 692      | 44,52       |  |
|                | Gisèle Moreau             | PCF            | 3 487        | 10,53        |             |             |  |
|                | Soraya Djebbour           | FN             | 2 622        | 7,92         |             |             |  |
|                | Ginette Beau              | Divers         | 94           | 0,28         |             |             |  |
|                |                           |                |              |              |             |             |  |
| Inscrits       | Inscrits                  | Inscrits       | 54 155       | 100,00       | 54 155      | 100,00      |  |
| Abstentions    | Abstentions               | Abstentions    | 20 615       | 38,07        | 18 298      | 33,79       |  |
| Votants        | Votants                   | Votants        | 33 540       | 61,93        | 35 857      | 66,21       |  |
| Blancs et nuls | Blancs et nuls            | Blancs et nuls | 438          | 1,31         | 608         | 1,7         |  |
| Exprimés       | Exprimés                  | Exprimés       | 33 102       | 98,69        | 35 249      | 98,3        |  |

Le suppléant de Paul Quilès était Jean-Marie Le Guen, médecin mutualiste, conseiller du 13ème arrondissement.

### Élections de 1993
| Candidat              | Candidat                 | Parti          | Premier tour | Premier tour | Second tour | Second tour |  |
| Candidat              | Candidat                 | Parti          | Voix         | %            | Voix        | %           |  |
| --------------------- | ------------------------ | -------------- | ------------ | ------------ | ----------- | ----------- |  |
|                       | Anne-Marie Couderc élue  | RPR (UPF)      | 13 434       | 39,65        | 16 857      | 52,09       |  |
|                       | Jean-Marie Le Guen       | PS (ADFP)      | 7 852        | 23,18        | 15 502      | 47,91       |  |
|                       | Jean-Joseph Richard      | FN             | 3 484        | 10,28        |             |             |  |
|                       | Gisèle Moreau            | PCF            | 3 021        | 8,92         |             |             |  |
|                       | Jean-Jacques Porchez     | GÉ (EÉ)        | 2 855        | 8,43         |             |             |  |
|                       | François Dutheil         | LT-LNÉ         | 531          | 1,57         |             |             |  |
|                       | Charline Joliveau        | LO             | 528          | 1,56         |             |             |  |
|                       | Jean-François Pellissier | SÉGA           | 496          | 1,46         |             |             |  |
|                       | Éliane Panagiotopoulos   | RDRP           | 425          | 1,25         |             |             |  |
|                       | Jacques Borensztejn      | PT             | 306          | 0,9          |             |             |  |
|                       | François Donzel          | UÉD            | 222          | 0,66         |             |             |  |
|                       | Régis Blanchot           | LCR            | 190          | 0,56         |             |             |  |
|                       | Michel Walfard           | MDR            | 173          | 0,51         |             |             |  |
|                       | Raymond Debord           | Extrême gauche | 134          | 0,4          |             |             |  |
|                       | Charles Fluchon          | MDD            | 86           | 0,25         |             |             |  |
|                       | Marc Buresi              | PLN            | 79           | 0,23         |             |             |  |
|                       | Patrick Bourne           | AP             | 65           | 0,19         |             |             |  |
|                       |                          |                |              |              |             |             |  |
| Inscrits              | Inscrits                 | Inscrits       | 52 190       | 100,00       | 52 190      | 100,00      |  |
| Abstentions           | Abstentions              | Abstentions    | 17 029       | 32,63        | 17 645      | 33,81       |  |
| Votants               | Votants                  | Votants        | 35 161       | 67,37        | 34 545      | 66,19       |  |
| Blancs et nuls        | Blancs et nuls           | Blancs et nuls | 1 280        | 3,64         | 2 186       | 6,33        |  |
| Exprimés              | Exprimés                 | Exprimés       | 33 881       | 96,36        | 32 359      | 93,67       |  |
| Source : Data.gouv.fr |                          |                |              |              |             |             |  |

Le suppléant d'Anne-Marie Couderc était Patrick Trémège, UDF, conseiller en communication et stratégie d'entreprises, Conseiller de Paris. Patrick Trémège remplaça Anne-Marie Couderc, nommée membre du gouvernement, du 19 juin 1995 au 21 avril 1997.

### Élections de 1997
| Candidat       | Candidat                 | Parti          | Premier tour | Premier tour | Second tour | Second tour |  |
| Candidat       | Candidat                 | Parti          | Voix         | %            | Voix        | %           |  |
| -------------- | ------------------------ | -------------- | ------------ | ------------ | ----------- | ----------- |  |
|                | Jean-Marie Le Guen élu   | PS             | 11 159       | 33,41        | 19 767      | 55,02       |  |
|                | Anne-Marie Couderc       | RPR            | 10 433       | 31,24        | 16 159      | 44,98       |  |
|                | Pierre Champouillon      | FN             | 3 549        | 10,63        |             |             |  |
|                | Martine Marchand         | PCF            | 2 661        | 7,97         |             |             |  |
|                | Hervé Dufour             | Les Verts      | 1 231        | 3,69         |             |             |  |
|                | Charline Joliveau        | LO             | 1 076        | 3,22         |             |             |  |
|                | Chantal Merchadou        | GÉ             | 585          | 1,75         |             |             |  |
|                | Joëlle Gérinier          | LDI (CNIP)     | 479          | 1,43         |             |             |  |
|                | Irina Revue              | Divers         | 587          | 1,88         |             |             |  |
|                | Delphine Petit           | LCR            | 374          | 1,12         |             |             |  |
|                | Serge Sidoroff           | MÉI            | 362          | 1,08         |             |             |  |
|                | Jean-François Pellissier | SÉGA           | 351          | 1,05         |             |             |  |
|                | Jacques Borensztejn      | PT             | 242          | 0,72         |             |             |  |
|                | Patrick Sinègre          | Divers droite  | 124          | 0,37         |             |             |  |
|                | Anny Kierzkowski         | Divers         | 123          | 0,37         |             |             |  |
|                | Jean-Paul Bernardi       | Extrême droite | 104          | 0,31         |             |             |  |
|                | Roger Kinsonnier         | MDR            | 74           | 0,22         |             |             |  |
|                | Gabriel Onesto           | Divers droite  | 56           | 0,17         |             |             |  |
|                | Dominique Chabot         | Divers droite  | 0            | 0            |             |             |  |
|                |                          |                |              |              |             |             |  |
| Inscrits       | Inscrits                 | Inscrits       | 53 889       | 100,00       | 53 880      | 100,00      |  |
| Abstentions    | Abstentions              | Abstentions    | 19 358       | 35,92        | 16 471      | 30,57       |  |
| Votants        | Votants                  | Votants        | 34 531       | 64,08        | 37 409      | 69,43       |  |
| Blancs et nuls | Blancs et nuls           | Blancs et nuls | 1 131        | 3,28         | 1 483       | 3,96        |  |
| Exprimés       | Exprimés                 | Exprimés       | 33 400       | 96,72        | 35 926      | 96,04       |  |

La suppléante de Jean-Marie Le Guen était Myriam Constantin, urbaniste, conseillère municipale du 13ème arrondissement.

### Élections de 2002
| Candidat       | Candidat                         | Parti            | Premier tour | Premier tour | Second tour | Second tour |  |
| Candidat       | Candidat                         | Parti            | Voix         | %            | Voix        | %           |  |
| -------------- | -------------------------------- | ---------------- | ------------ | ------------ | ----------- | ----------- |  |
|                | Jean-Marie Le Guen sortant réélu | PS               | 13 892       | 38,8         | 18 769      | 55,84       |  |
|                | Patrick Trémège                  | UMP              | 12 184       | 34,03        | 14 841      | 44,16       |  |
|                | Pierre Champouillon              | FN               | 2 457        | 6,86         |             |             |  |
|                | Jean Desessard                   | Les Verts        | 1 802        | 5,03         |             |             |  |
|                | Cécile Régnier                   | PCF              | 1 186        | 3,31         |             |             |  |
|                | Natacha Polony                   | Pôle républicain | 803          | 2,24         |             |             |  |
|                | Dominique Larchet                | LCR              | 652          | 1,82         |             |             |  |
|                | Raynald Taupin                   | RPF              | 479          | 1,34         |             |             |  |
|                | Jean-François Pellissier         | SÉGA             | 391          | 1,09         |             |             |  |
|                | Caroline Roullet                 | Cap21            | 355          | 0,99         |             |             |  |
|                | Joël Brossat                     | LO               | 295          | 0,82         |             |             |  |
|                | Daniel Schapira                  | PT               | 249          | 0,7          |             |             |  |
|                | Élisabeth Moruchon               | MNR              | 244          | 0,68         |             |             |  |
|                | Marc Henriet                     | ÉD               | 239          | 0,67         |             |             |  |
|                | Frédéric Budzyk                  | MÉI              | 154          | 0,43         |             |             |  |
|                | Jacques Ferrare                  | GÉ               | 128          | 0,36         |             |             |  |
|                | Yannick Dabrowski                | ND               | 113          | 0,32         |             |             |  |
|                | Michel Bax                       | Divers gauche    | 78           | 0,22         |             |             |  |
|                | Josée Maillard                   | CPNT             | 60           | 0,17         |             |             |  |
|                | Géraud Chambeiron                | Divers           | 39           | 0,11         |             |             |  |
|                |                                  |                  |              |              |             |             |  |
| Inscrits       | Inscrits                         | Inscrits         | 53 611       | 100,00       | 53 605      | 100,00      |  |
| Abstentions    | Abstentions                      | Abstentions      | 17 082       | 31,86        | 18 992      | 35,43       |  |
| Votants        | Votants                          | Votants          | 36 529       | 68,14        | 34 613      | 64,57       |  |
| Blancs et nuls | Blancs et nuls                   | Blancs et nuls   | 729          | 2            | 1 003       | 2,9         |  |
| Exprimés       | Exprimés                         | Exprimés         | 35 800       | 98           | 33 610      | 97,1        |  |

La suppléante de Jean-Marie Le Guen était Marie-Pierre de La Gontrie, adjointe au maire de Paris.

### Élections de 2007
| Candidat       | Candidat                         | Parti          | Premier tour | Premier tour | Second tour | Second tour |  |
| Candidat       | Candidat                         | Parti          | Voix         | %            | Voix        | %           |  |
| -------------- | -------------------------------- | -------------- | ------------ | ------------ | ----------- | ----------- |  |
|                | Jean-Marie Le Guen sortant réélu | PS             | 14 382       | 38,62        | 22 108      | 62,57       |  |
|                | Patrick Trémège                  | UMP            | 11 593       | 31,13        | 13 223      | 37,43       |  |
|                | Nicole Martin                    | UDF–MoDem      | 4 022        | 10,8         |             |             |  |
|                | Zine-Eddine M'Jati               | Les Verts      | 1 460        | 3,92         |             |             |  |
|                | Francis Combrouze                | PCF            | 1 361        | 3,65         |             |             |  |
|                | Natacha Larchet                  | LCR            | 1 141        | 3,06         |             |             |  |
|                | Alexandre Piel                   | FN             | 1 109        | 2,98         |             |             |  |
|                | Jean-François Pellissier         | SÉGA           | 647          | 1,74         |             |             |  |
|                | Laurent Bolac                    | DLR            | 275          | 0,74         |             |             |  |
|                | Laurence Anthéaume               | Divers         | 264          | 0,71         |             |             |  |
|                | Catherine Cochain                | PT             | 215          | 0,58         |             |             |  |
|                | Serge Siquet                     | MNR            | 202          | 0,54         |             |             |  |
|                | Djamel Bendaoud                  | Divers         | 202          | 0,54         |             |             |  |
|                | Florent Gallaire                 | Divers gauche  | 190          | 0,51         |             |             |  |
|                | Joël Brossat                     | LO             | 177          | 0,48         |             |             |  |
|                | Michèle Salamero                 | Divers         | 3            | 0,01         |             |             |  |
|                |                                  |                |              |              |             |             |  |
| Inscrits       | Inscrits                         | Inscrits       | 61 840       | 100,00       | 61 837      | 100,00      |  |
| Abstentions    | Abstentions                      | Abstentions    | 24 147       | 39,05        | 25 633      | 41,45       |  |
| Votants        | Votants                          | Votants        | 37 693       | 60,95        | 36 204      | 58,55       |  |
| Blancs et nuls | Blancs et nuls                   | Blancs et nuls | 450          | 1,19         | 873         | 2,41        |  |
| Exprimés       | Exprimés                         | Exprimés       | 37 243       | 98,81        | 35 331      | 97,59       |  |